# UCAS
Trang này giải thích về UCAS

Biểu trưng của UCAS

UCAS (viết tắt của từ tiếng Anh "Universities & Colleges Admissions Service") là một tổ chức tuyển sinh tại Vương quốc Liên hiệp Anh và Bắc Ireland có nhiệm vụ thu nhận hồ sơ đăng ký vào đại học của các thí sinh và chuyển chúng đến cho các trường đại học và cao đẳng ở Anh Quốc

## 
- Danh sách đề thanh toán bù trừ Lưu trữ ngày 23 tháng 8 năm 2010 tại Wayback Machine